# Riehenteich
Der Riehenteich im Kanton Basel-Stadt (bis Anfang des 20. Jahrhunderts auch Kleinbasler Teich genannt) ist ein künstliches Fliessgewässer, das rund 5 m³/s Wasser aus dem Fluss Wiese über eine Strecke von 3,8 Kilometern ableitet; es fasst damit nahezu die Hälfte der mittleren Wasserführung der Wiese. Mitte des 13. Jahrhunderts erbaut, diente der Riehenteich als Gewerbekanal verschiedenen Wassernutzungsinteressen und mündete in den Rhein. Als technisch überholtes Bauwerk wurde er 1907/17 in zwei Etappen grösstenteils stillgelegt. Nur ein Teilstück ist noch erhalten, das seit 1923 zum Kraftwerk Riehenteich (ein Grundwasserpumpwerk) im Waldpark Lange Erlen und unterirdisch wieder zurück in die Wiese führt. Die mit dem Kanal zusammenhängenden Produktionsmöglichkeiten führten im 19. Jahrhundert zur Entwicklung Kleinbasels als Industriestandort.

## Bau und Nutzung

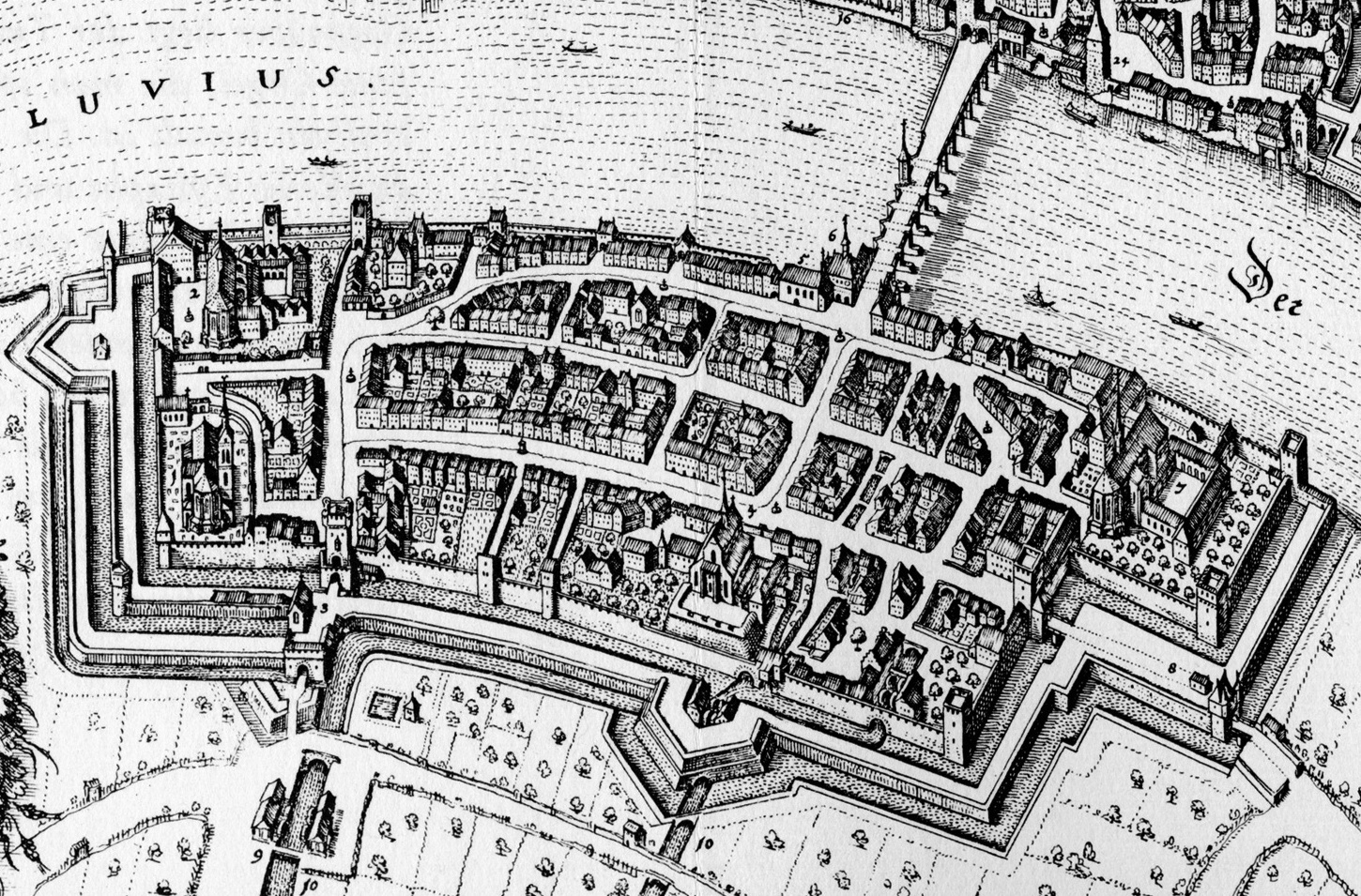
Kleinbasel im Vogelschauplan von Matthäus Merian, 1642. (Die Nordrichtung läuft ungefähr von oben links nach unten rechts.): Von unten fliessen Hauptteich (links) und Brotmeisterteich / Krummer Teich (Mitte) an die Stadtmauer. Der Hauptteich biegt beim Riehentor nach rechts ab und läuft entlang der Stadtmauer, um sich bei Clarabollwerk und Clarakirche mit dem Krummen Teich zu vereinigen. Ein Teil des Hauptteichs wird als Flösserei-Kanal nach links direkt zum Rhein abgezweigt. Innerhalb der Stadtmauer ist auf der Achse Clarakirche–Brückenkopf und links davon das System von Stadtbächen in den Strassen zu erkennen, rechts der Achse das Mühlenquartier mit den drei Teichen.

Die ursprünglich nur linksrheinische Bischofsstadt Basel erfuhr im Hochmittelalter als regionales Zentrum und Verkehrsknotenpunkt ein stetiges Wachstum und einen Ausbau ihrer Gewerbetätigkeit. Vor dem Kleinbasler Riehenteich standen bereits die Grossbasler, im 12. Jahrhundert erstellten Gewerbekanäle St. Alban-Teich und Rümelinbach in Betrieb. Die am Beginn des 13. Jahrhunderts, nach dem Aussterben der Zähringer, auf den Schwarzwald zielende Machtpolitik der Basler Bischöfe manifestierte sich im Bau der ersten Basler Brücke über den Rhein und in der Gründung des rechtsrheinischen Kleinbasel im Jahre 1225. Zu dessen ursprünglicher Infrastruktur gehörte auch der rund vier Kilometer lange Riehenteich. Die früheste Erwähnung des Kanals und zweier Mühlen datiert von 1251. Als Investor wird das Zisterzienserkloster Wettingen vermutet, das bereits in Riehen mit Grundstücksbesitz erschien. Auch ein Dienstmann des Bischofs, Brotmeister Heinrich von Ravensburg, hatte entscheidenden Anteil am Bau des Kanals und brachte sich und seine Familie in besitzrechtliche Schlüsselpositionen. Möglicherweise unter Ausnutzung eines alten Bachbettes wurde nahe der Riehener Gemeindegrenze mittels eines Wehrs Wasser der Wiese abgezweigt und an das südliche Riehentor herangeführt. Dort unterstützte der Kanal, der Stadtmauer entlang nach Norden laufend, die Befestigungsanlagen. Nach der Clarakirche wurde er durch die Mauer hindurch in die Stadt geleitet und speiste erst einen, dann als Hauptteich zusammen mit dem 1262 als Nebenkanal aus ihm abgezweigten Brotmeisterteich drei parallele Kanäle (Unterer, Mittlerer, Oberer Teich), die in zwei Ausläufen in den Rhein mündeten. Dieses Gewässersystem war spätestens 1280 ausgebaut. Mitte des 14. Jahrhunderts scheint ein System von städtischen Rinnen oder Stadtbächen angelegt worden zu sein, das bis Mitte des 19. Jahrhunderts in Betrieb war. Um 1460 kam schliesslich noch ein kurzes Nebenbächlein beim Haken des Hauptteichs vor der Stadtmauer hinzu. Die Wasser- und die Wasserkraftnutzung wurden mittels zahlreicher Lehen erlaubt, die Nutzer organisierten sich in einer Korporation. Die Anzahl Mühlenbetriebe innerhalb der Stadtmauern (acht am hinteren Teich, acht am mittleren Teich und drei am vorderen Teich) veränderte sich ab Mitte des 14. Jahrhunderts bis ins 19. Jahrhundert nicht mehr. Vor der Stadt wurden drei Lehen vergeben, die bis ins 19. Jahrhundert auf sechs zunahmen, vier davon mit Wasserkraftnutzung. Zu diesen ausserstädtischen Mühlwerken zählten die zwei metallverarbeitenden Lehen des Drahtzugs, wo sich Brotmeisterteich und Hauptteich wieder vereinigten. Sie wurden in den 1620er Jahren eigens durch das Clarabollwerk geschützt und in den Befestigungsring integriert.

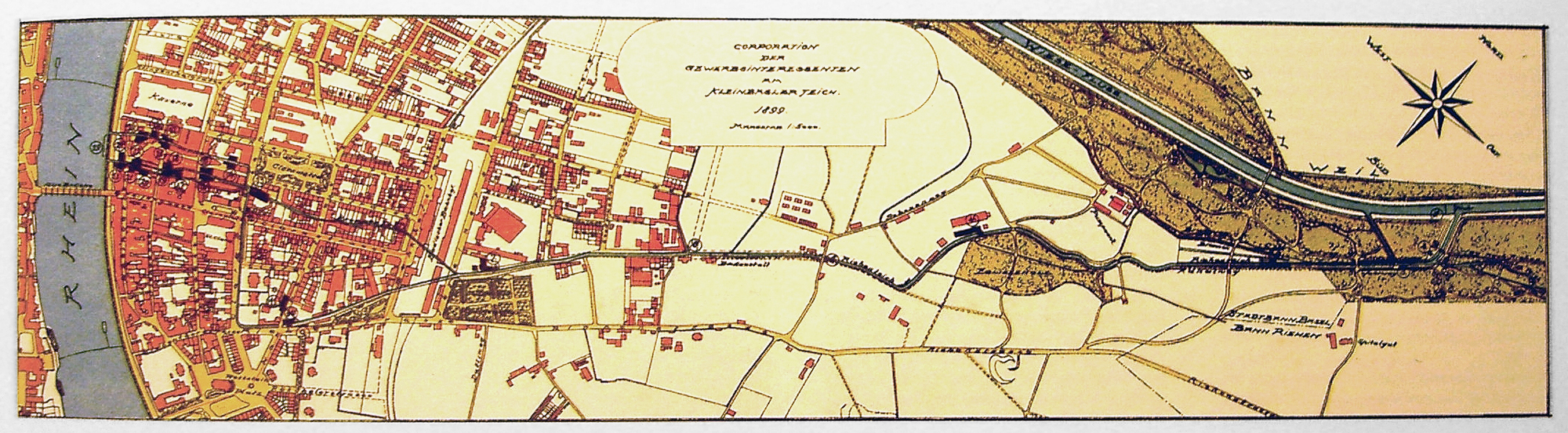
Der blau eingefärbte Riehenteich auf einem Situationsplan von 1899. Links der Rhein und Kleinbasel, rechts die Wiese und das umgebende Waldgebiet der Langen Erlen. Die Ableitung aus der Wiese samt Überfluss-Rücklauf ist rechts zu erkennen. Der Riehenteich fliesst, teilweise noch in gewundenem Lauf, über das freie Feld nach links in Richtung Kleinbasel. Im linken Bilddrittel teilt sich der Kanal in den nördlicheren, direkt zum Mühlenquartier fliessenden Brotmeisterteich oder Krummer Teich und den südlicheren, bei der ehemaligen Stadtmauer einen Haken schlagenden Hauptteich. Beim Haken ist das kurze Bächlein zu erkennen, das erst im 15. Jahrhundert ergänzt wurde. Hauptteich und Krummer Teich vereinigen sich wieder beim Einfluss in das mittelalterliche Stadtgebiet, werden dann aber erneut in drei parallele Kanäle aufgespaltet, die sich schliesslich in zwei Ausflüssen in den Rhein ergiessen. Gewerbebetriebe, die das Kanalwasser nutzen, sind als dunkle Punkte markiert und konzentrieren sich vor allem an den drei Teilkanälen vor dem Ausfluss in den Rhein.

Die Wasserkraft trieb vor allem Getreidemühlen an. Daneben gab es eine grosse Vielfalt von Sägen, Stampfen, Walken, Hämmern oder Schleifen. Die Nutzung vieler Mühlen änderte sich über die Laufe der Jahrhunderte immer wieder. Vor allem im 19. Jahrhundert setzte eine zunehmende Spezialisierung und Diversifikation ein. Ein Inventar von 1826 zählte in den Mühlenbetrieben 26 Werke mit 64 Rädern. 34 der Räder entfielen auf Getreidemühlen, die anderen Räder trieben 6 Tabakstampfen, 4 Sägen, 3 Gipsmühlen, 4 Farbholzmühlen, 4 Ölmühlen, 2 Bleichewalken, 2 Farbholzschneiden, 2 Giftmühlen, 2 Sandelstampfen, 2 Schleifen, 1 Wollentuchwalke, 1 Gewürzmühle, 1 Indigomühle, 1 Lohstampfe, 1 Strumpfwalke, 1 Walkfass für Leder und 1 Hammer für die Gerber an. Neben der Energieerzeugung diente das Kanalwasser auch weiteren Zwecken: dem Transport (Holzflössen), der Hygiene (Kanalisation und Badestuben), dem Schutz (Feuerbekämpfung und Befestigung) und als Lösungsmittel (Gerberei, Bleichen, Färberei). Letzteres gewann im 19. Jahrhundert an herausragender Bedeutung, als sich in Basel im Umfeld der traditionellen Seidenbandfabrikation eine Farbstoffindustrie und aus dieser die Basler chemische Industrie (Clavel, Geigy, Sandoz) entwickelte. Diese Branchen waren auf das Wasser des Riehenteichs (bzw. der Wiese) angewiesen, da es kalkarm und deshalb für die Produktionsprozesse sehr geeignet war.

## Aufhebung
Die starke Industrialisierung Basels mit den immer grösseren Fabriken brachte in der zweiten Hälfte des 19. Jahrhunderts einen rasch wachsenden Verkehrsanschluss-, Platz- und Energiebedarf mit sich, dem das engmaschige Kleinbasel und der Riehenteich mit seiner Kraftleistung von etwas mehr als 400 PS bald nicht mehr genügten. Die Produktionsstandorte wanderten vor die Stadt (neue Quartiere Klybeck und Rosental), und zunehmend kamen Dampfmaschinen zum Einsatz. Der Bau des zweiten Badischen Bahnhofs zwang zu Diskussionen über die Verlegung des ihn kreuzenden Riehenteichs, die grundsätzlichen Charakter annahmen. Sanitarische Fragen rückten in den Vordergrund: Die Belastung der Teichanwohner durch feuchte Wohnungen und die Fabrikabwässer und Fäkalien, die in den Kanal eingelassen wurden. Nachdem der Kanton die Wasserrechte der Korporation aufgekauft hatte, wurden 1907 der Obere und der Mittlere Teich sowie der Krumme Teich, 1917 der Niedere Teich und der Hauptteich abgestellt. An die Stelle der Wasserkraft traten Stromleitungen, die Zufuhr des kalkarmen Teichwassers erfolgte mittels einer unterirdischen Leitung noch bis Mitte des 20. Jahrhunderts. Im Waldgebiet Lange Erlen blieb der Riehenteich erhalten. Er führt über rund 800 Metern von seiner Ableitung an der Schliessi aus der Wiese zu den Turbinen des 1923 gebauten Riehenteich-Kraftwerks. Dieses unterstützt die Stromzufuhr für die Pumpanlagen in den Langen Erlen, wo mittels Grundwasseranreicherung rund die Hälfte des Basler Trinkwassers gewonnen wird. 

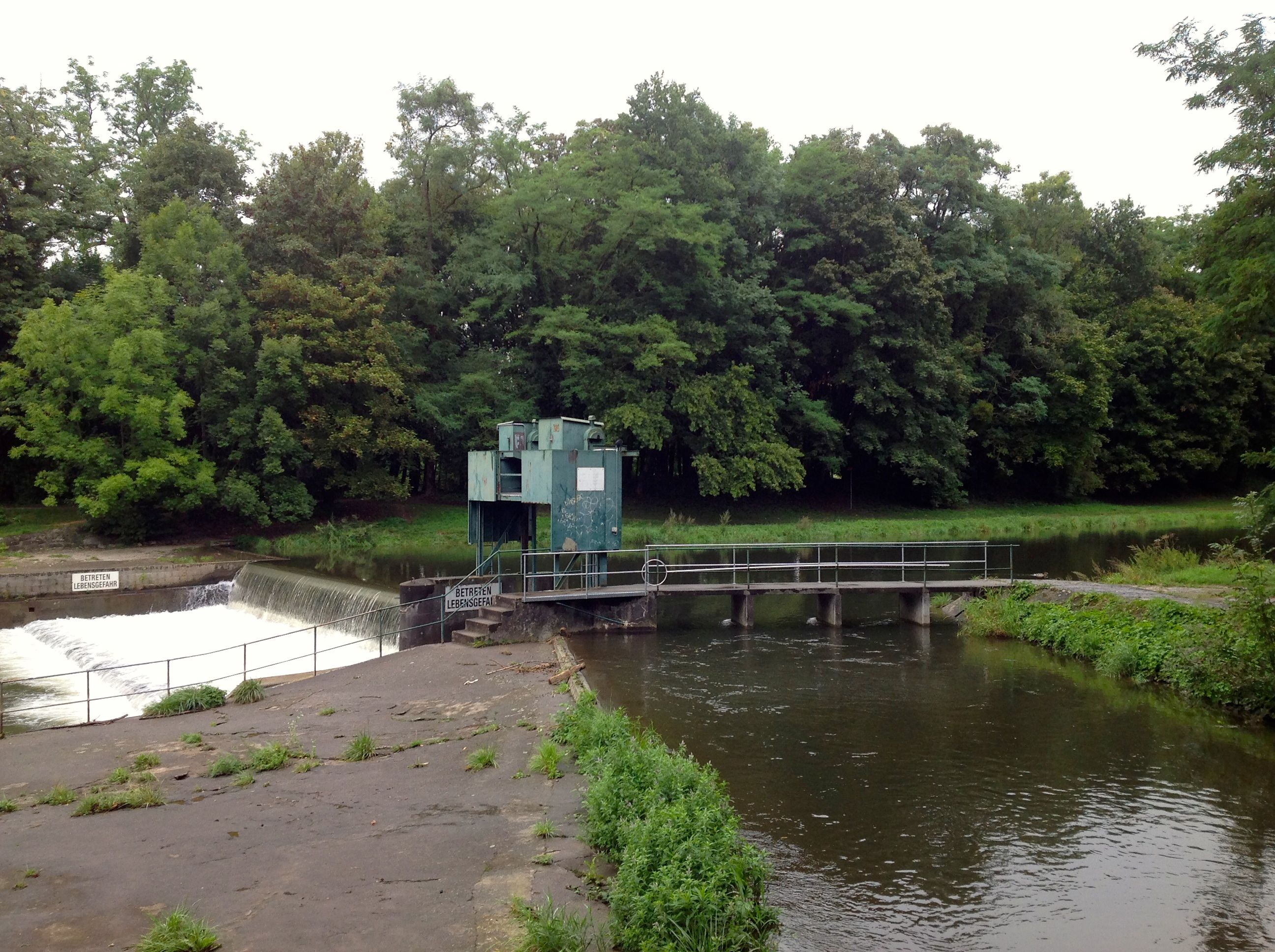
Stauschwelle der Wiese mit Schliessi-Wehr zur Ableitung des Riehenteichs
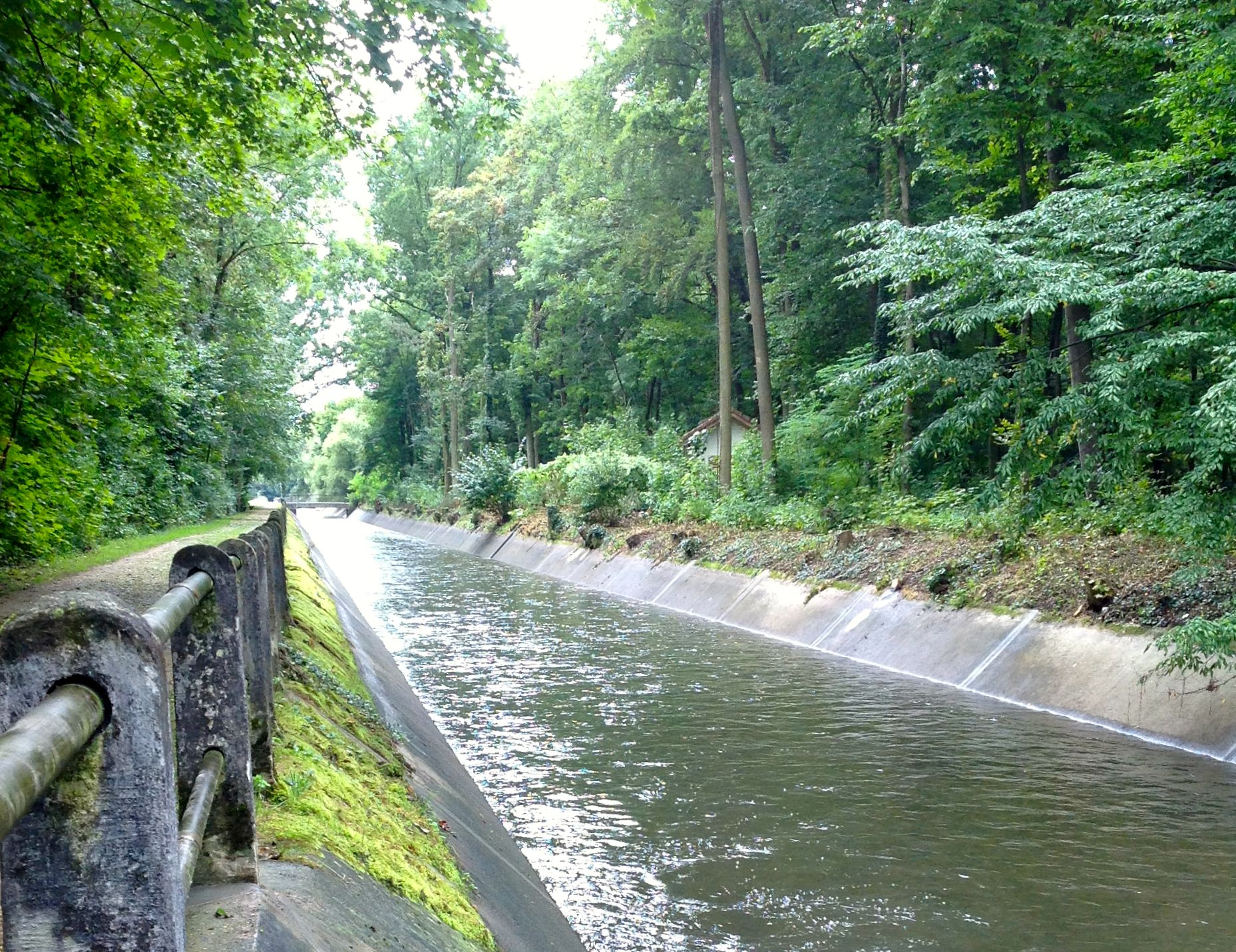
Kanalbett des Riehenteichs in den Langen Erlen
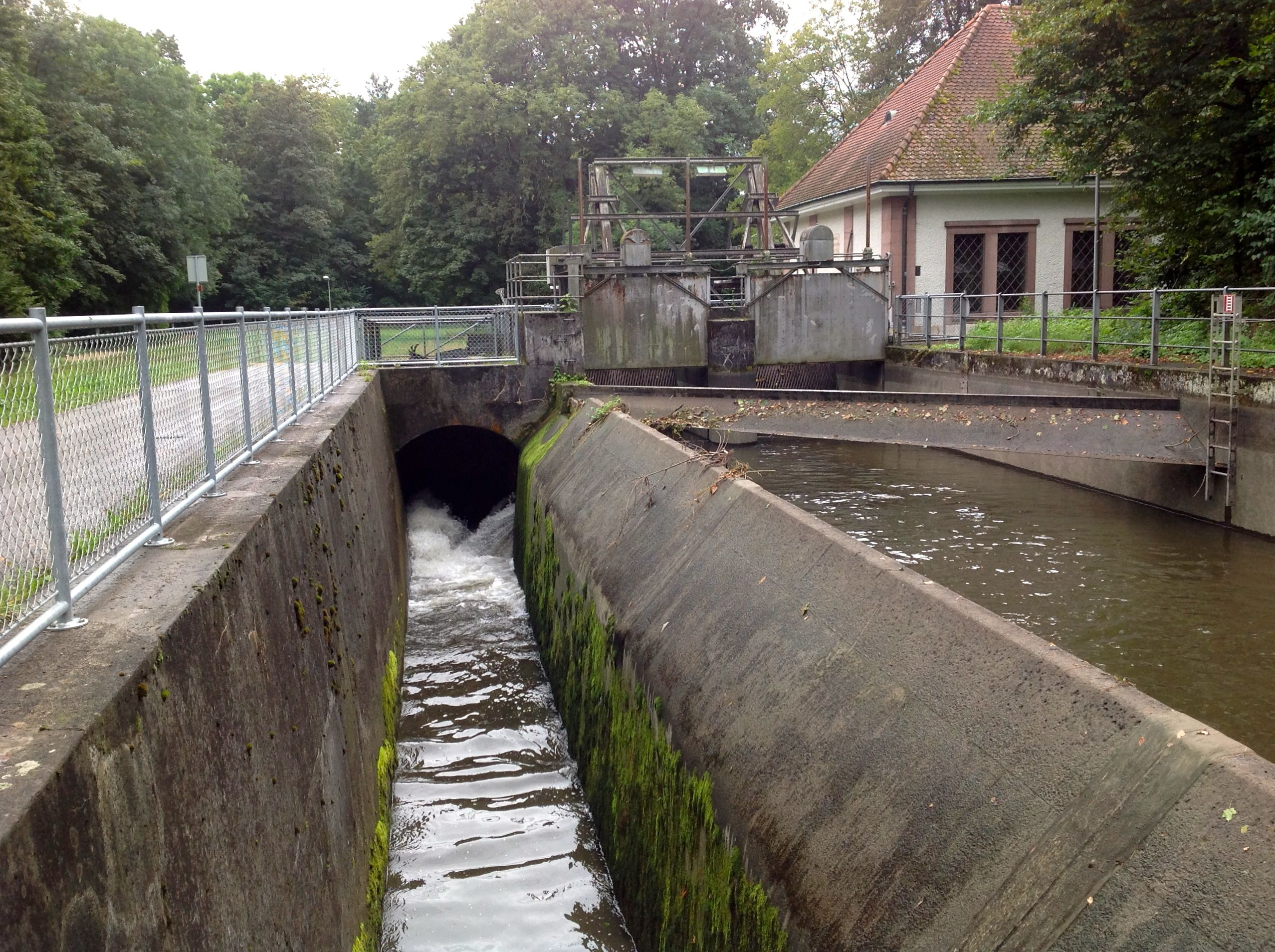
Einleitung des Riehenteichs in die Turbinen des Kraftwerks Riehenteich

Auf dem Stadtgebiet ist der Kanal fast restlos abgetragen oder überbaut worden. Es sind nur an zwei Stellen (in einer Bodenöffnung des Unteren Rheinwegs und an der Rückseite des ehemaligen Klostergebäudes Kleines Klingental) Steinbögen überwölbter Kanalteile sichtbar. Unterirdisch erhalten ist noch ein Teil des Gewölbes für den Krummen Teich beim Drahtzug. Zudem nehmen die Strassen Teichgässlein und Riehenteichstrasse den alten Kanalverlauf auf. Sägergässlein, Hammerstrasse und Bleicheweg erinnern an frühere Betriebe, die das Wasser des Riehenteichs nutzten. Das Badgässlein wurde im Zuge des teilweise völligen Quartierumbaus zu Beginn des 20. Jahrhunderts aufgehoben. Die Mehrzahl der Mühlen wurde abgerissen. Bei drei der sechs erhaltenen Bauten tradiert allerdings nur noch die Fassade die Mühlenarchitektur. Der Riehenteich wurde schon wenige Jahre nach seinem Verschwinden ein Motiv der Basler Heimatliteratur, wofür besonders der Mundartschriftsteller Theobald Baerwart (1872–1942) mit seinen Prosatexten und Gedichten (Der Riechedych) steht.

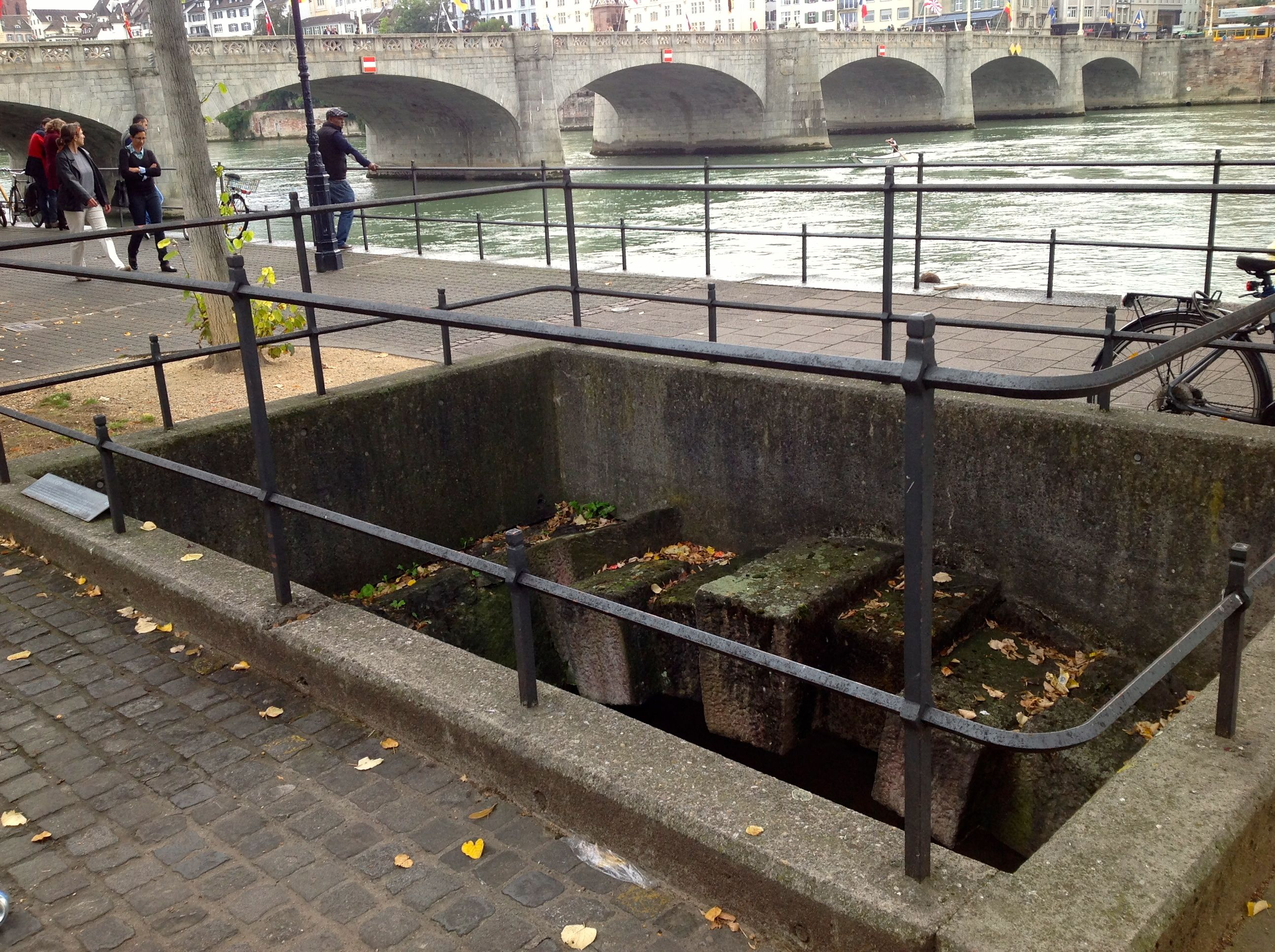
Bodenfenster über dem Gewölbe des ehemaligen Riehenteich-Ausflusses in den Rhein
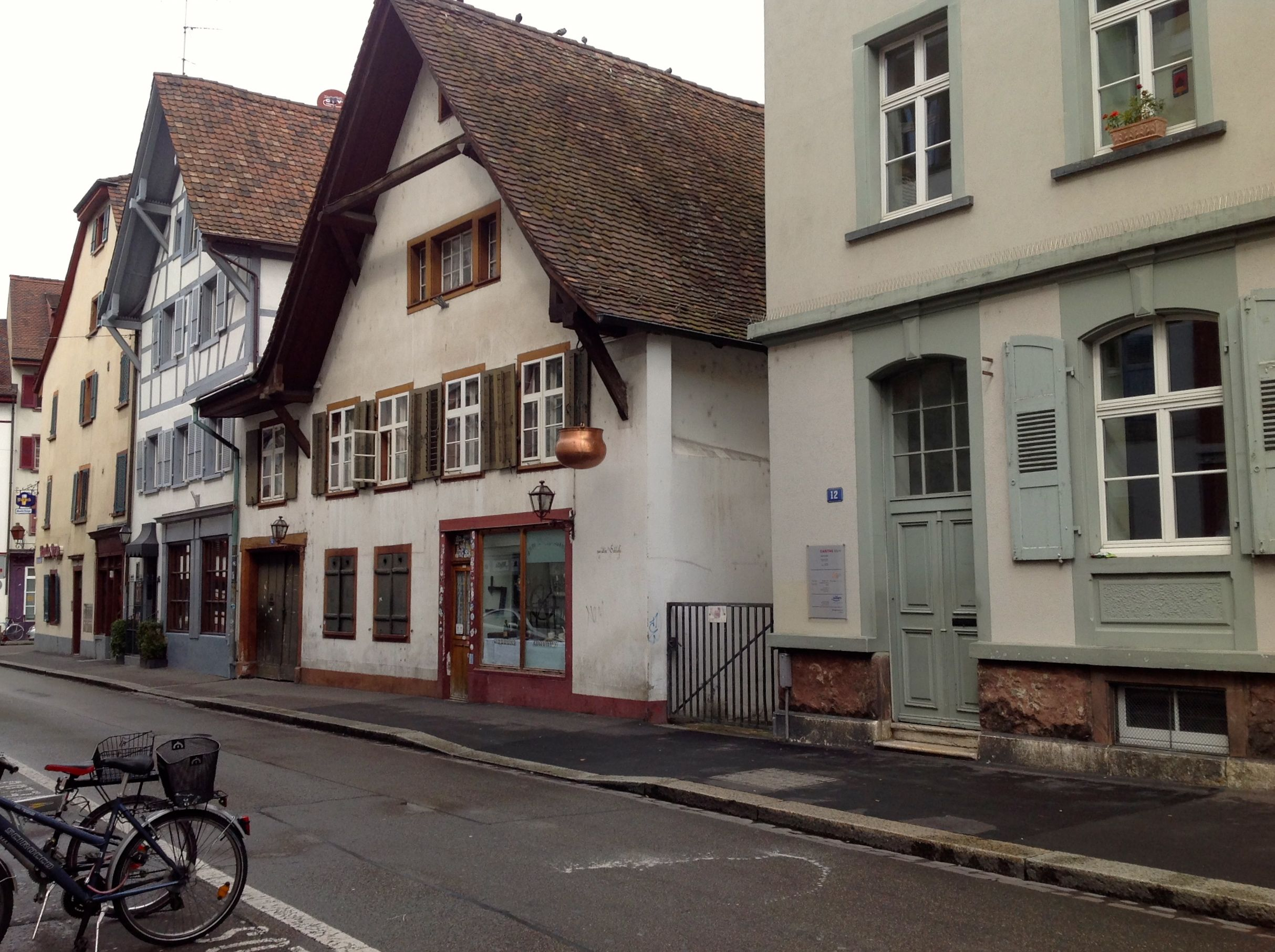
Ehemalige Schwarzeselmühle an der Ochsengasse. Der Bau geht teilweise bis ins Mittelalter zurück.
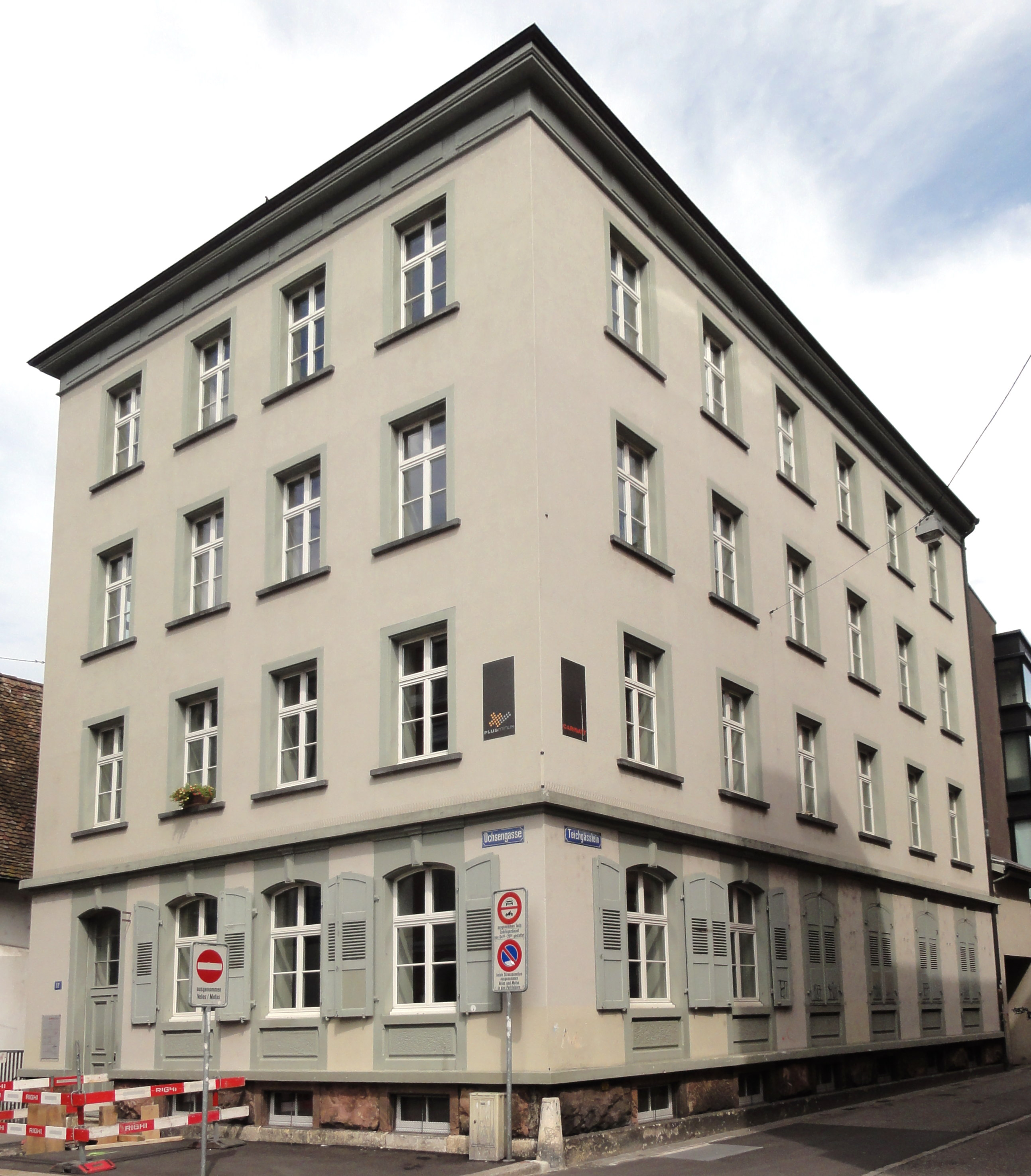
Ehemalige Rotochsenmühle an der Ochsengasse. Der Bau stammt von Ende des 19. Jahrhunderts.